# Prusinowo Wałeckie
Prusinowo Wałeckie – wieś w Polsce, położona w województwie zachodniopomorskim, w powiecie wałeckim, w gminie Wałcz.

## Podział
| SIMC    | Nazwa      | Rodzaj    |
| ------- | ---------- | --------- |
| 0531364 | Prusinówko | część wsi |

## Historia
Miejscowość pierwotnie związana była z Zachodnim Pomorzem oraz Wielkopolską. Przekazy o średniowiecznej metryce wsi są obecnie niepotwierdzone źródłowo lub uznawane za błędne. Wieś na pewno istnieje co najmniej od połowy XVI wieku. Wymieniona w dokumencie zapisanym z 1532 pod nazwą Payschendorff, 1577, 1579 Prusendorp.
Niektórzy historycy podają, że pierwsza wzmianka o Prusinowie zapisana została w 1291.  Nie są znane jednak źródła tej informacji. Miejscowość została wymieniona także w brandenburskim Landbuchu w 1337 jednak przez historyków informacja ta jest uznawana za błędną. W 1532 miejscowość była własnością szlachecką w dobrach Tuczno i należała do powiatu wałeckiego Korony Królestwa Polskiego. W 1628 wieś leżała do parafii Nakielno.
W 1532 Maciej Tuczyński Wedel nadał synom Janowi, Krzysztofowi i Stanisławowi dobra Tuczno, w tym m.in. Prusinowo. W 1556 właścicielem miejscowości był Krzysztof Tuczyński Wedel z Tuczna, który w 1556 sprzedał wieś z zastrzeżeniem prawa odkupu Maciejowi Smoguleckiemu za 1400 złotych, a w 1557 wydzierżawia mu tę wieś. W 1562 Smogulecki sprzedał Prusinowo z zastrzeżeniem prawa odkupu braciom Puttkamerom -Mikołajowi, Jakubowi sędziemu pomorskiemu, Wawrzyńcowi i Erazmowi za 4000 srebrnych talarów. W latach 1565–1568 właściciel wsi Mikołaj Puttkamer starosta ze Szczecinka odnotowany został jako zalegający z podatkami.
W latach 1584–1585, syn Krzysztofa, Stanisław Tuczyński Wedel sprzedał wieś w 1584 wraz z jeziorami Derzeń Wielki, Derzeń Mały oraz połową jeziora Nakło za 7000 srebrnych talarów Urszuli córce zmarłego Jerzego Wedla Frydląckiego. W 1585 została wwiązana w majątek Prusinowo.
Miejscowość odnotowano w historycznych rejestrach podatkowych. W 1577 Jozue Puttkamer zapłacił pobór ze swej części Prusinowa liczacej 18 łanów oraz 4 zagrodników. W 1579 zapłacił on pobór ze swojej części Prusinowa od 18 półśladów, 4 zagrodników, kowala, karczmarza oraz od dwóch pasterzy.
W 1628 wieś Prusinowo należał do parafii Nakielno. W latach 1641, 1663 wspomniano drewniany kościół. Wieś była wtedy filią parafii w Tucznie. W wyniku I rozbioru Polski w 1772, miejscowość przeszła w posiadanie Prus i znalazła się w zaborze pruskim. W 1944 wieś nosiła nazwę Preussendorf.
W latach 1975–1998 wieś administracyjnie należała do województwa pilskiego.